# Ґреґ Тревіс
Ґреґ Тревіс (англ. Greg Travis; нар. 31 липня 1958, Даллас, штат Техас, США) — американський актор та стендап комік.

## Раннє життя
Ґреґ Тревіс народився 31 липня 1958 року в Далласі, штат Техас, у сім'ї Джеральда Травіса та Елейн Деннегі-Травіс. У нього є молодша сестра Стейсі Тревіс, також акторка. 
У віці дванадцяти років Тревіс почав виступати як фокусник і перемагав у багатьох шкільних шоу талантів. У старших класах він виграв конкурс талантів у шкільних шоу талантів, а також став кращим комедійним фокусником на з'їзді Техаської асоціації фокусників.  У випускному класі Тревіс став віце-президентом драматичного клубу "Thespian" і зняв повнометражний фільм "Джо Диноміт". Також він брав участь у багатьох шкільних театральних постановках. Отримавши ступінь молодшого спеціаліста в коледжі Річленд, Тревіс відправився до Голлівуду, де навчався в кіношколі Шервуд Оукс.  

## Кар'єра комедійного актора
Під час навчання в кіношколі Грег почав виступати з комедійними номерами в "The Improv and Comedy Store". Через півроку він з'явився на шоу "America's Search For Tomorrow's Stars". Це призвело до регулярних виступів в "Імпровізації Бада Фрідмана". Він став постійним гостем ток-шоу "Дайна Шор", "Шоу Мерва Гріффіна", "Спеціальний випуск Стіва Аллена" та "Вечір в "Імпровізації". Агентство Вільяма Морріса підписало Грега як свого представника. Він почав отримувати невеликі акторські ролі в кіно і на телебаченні, одночасно розвиваючи сильний стендап, виступаючи хедлайнерами у всіх основних комедійних клубах по всій країні. У 1986 році він працював на Saturday Night Live, знімаючи короткометражні комедійні фільми, регулярно з'являючись у програмі Evening at the Improv, а також виступав на розігріві у таких зірок, як Джеймс Браун, Том Джонс і Доллі Партон. У 1990 році Грег з'явився на спеціальному випуску HBO, присвяченому Родні Денгерфілду, який зробив його номер "Панк-фокусник" відомим. Це призвело до того, що він виступив на розігріві у Шер під час тривалого туру по Східному узбережжю.     
Грег виступав з комедійними номерами на таких телевізійних шоу, як: Surprise Surprise, Thicke of the Night, Sunday Funnies, Showtime Comedy Night, Comedy Club Network, Comic Strip Live, Evening at the Improv, Into the Night, The Tonight Show, Comedy Central і Lewis Black's Root of all Evil.     

## Фільмографія
| Рік  |    | Українська назва            | Оригінальна назва                | Роль                       |
| ---- | -- | --------------------------- | -------------------------------- | -------------------------- |
| 2012 | мс | Чорний динаміт              | Black Dynamite                   | куклукскланівець           |
| 2011 | ф  | Шоуґьорлз 2: Пенні з Раю    | Showgirls 2: Penny's from Heaven | Філ                        |
| 2009 | ф  | Охоронці                    | Watchmen                         | Енді Воргол                |
| 2009 | ф  | Геловін 2                   | Halloween II                     | Ніл                        |
| 2007 | ф  | Секс і 101 смерть           | Sex and Death 101                | продавець газетного кіоску |
| 2006 | ф  | Ніч живих мерців            | Night of the Living Dead         | Генрі Купер                |
| 2005 | ф  | Морг                        | Mortuary                         | Еліот Кук                  |
| 2002 | ф  | Паперові солдати            | Paper Soldiers                   | Тревіс                     |
| 2000 | с  | Вокер, техаський рейнджер   | Walker, Texas Ranger             | Ленс Корбін                |
| 1999 | ф  | Людина на Місяці            | Man on the Moon                  | директор ABC               |
| 1998 | ф  | Листи вбивці                | Letters from a Killer            | епізодична роль            |
| 1997 | ф  | У ліжку з дияволом          | Sleeping with the Devil          | Бріґґз Джерард             |
| 1997 | ф  | Зоряний десант              | Starship Troopers                | кореспондент               |
| 1997 | ф  | Загублене шосе              | Lost Highway                     | водій                      |
| 1996 | с  | Американська готика         | American Gothic                  | Мел Кірбі                  |
| 1995 | ф  | Шоуґьолз                    | Showgirls                        | Філ Ньюкірк                |
| 1993 | с  | Принц з Беверлі-Гіллз       | The Fresh Prince of Bel-Air      | комедіянт                  |
| 1991 | ф  | Рай                         | Paradise                         | Ерл Маккой                 |
| 1991 | ф  | Клоун Шейкс                 | Shakes the Clown                 | Ренді                      |
| 1990 | с  | Будинок на продаж           | Open House                       | Джек Ніколсон              |
| 1987 | с  | Кувалда                     | Sledge Hammer!                   | Роджер                     |
| 1980 | ф  | Гуманоїди з безодні         | Humanoids from the Deep          | Майк Міхаелс, радіоведучий |
| 1987 | ф  | Таємниця на мільйон доларів | Million Dollar Mystery           | актор                      |
| 1978 | ф  | Прослуховування             | Auditions                        | Біллі Боб-молодший         |